# Pera tomentosa
Pera tomentosa là một loài thực vật có hoa trong họ Peraceae. Loài này được (Benth.) Müll.Arg. mô tả khoa học đầu tiên năm 1866.